# 纳尔马洪马季·胡代别尔德耶夫
纳尔马洪马季·朱拉耶维奇·胡代别尔德耶夫（俄语：Нармахонмади Джураевич Худайбердыев；1928年2月10日—2011年11月17日），乌兹别克族，苏联党和国家领导人，兽医学博士。曾任布哈拉州副州长；乌共中央农业部长、布哈拉州委书记、第二书记；苏尔汉河州、锡尔河州委第一书记；乌兹别克苏维埃社会主义共和国农业部长、部长会议主席等职务。

## 生平
- 1928年2月10日出生于乌兹别克苏维埃社会主义共和国吉扎克区亚塔克村的一个农民家庭。
- 1943年-1944年，共青团乌兹别克苏维埃社会主义共和国区委会主任。
- 1944年-1949年，乌兹别克古比雪夫农业学院学习。1948年加入联共（布）。
- 1949年-1952年，乌兹别克古比雪夫农业学院研究生院学习。期间，1949年-1950年，共青团古比雪夫农学院团委书记。1952年获兽医学博士学位。
- 1952年-1954年，乌兹别克古比雪夫农学院助教、副教授；乌共古比雪夫农学院党委书记。
- 1954年-1955年，乌共中央委员会书记助理。
- 1955年，布哈拉州副州长。
- 1955年-1957年，乌共布哈拉州委书记。
- 1957年-1959年，乌共中央农业部主任。
- 1959年-1960年，乌共布哈拉州委第二书记。
- 1960年-1961年8月，乌兹别克苏维埃社会主义共和国部长会议副主席。
- 1961年7月-1962年12月，乌共苏尔汉河州委第一书记。
- 1962年12月-1965年3月，乌共中央书记处书记。期间1962年12月-1964年11月兼任乌共中央农业生产管理局局长。
- 1965年3月-1970年，乌兹别克苏维埃社会主义共和国农业部长。
- 1970年-1971年2月，乌共锡尔河州委第一书记。
- 1971年2月-1984年11月，乌兹别克苏维埃社会主义共和国部长会议主席。
- 1984年11月起退休，享受塔什干市联邦养老金待遇。
- 退休后卷入乌兹别克棉花案。1986年7月27日被苏共中央委员会开除党籍。1987年2月23日被捕。1989年9月6日被苏联最高法院以受贿罪一审判处有期徒刑9年，剥夺政治权利5年并处没收个人全部财产。1991年3月经塔什干市哈姆津区人民法院审理获释。
- 2011年11月27日于塔什干逝世，享年83岁。

胡代别尔德耶夫是苏共22、24-26大代表；第22届中央候补委员，第24-26届中央委员；第6、9-11届苏联最高苏维埃联盟院代表；第5、7-10届乌兹别克苏维埃社会主义共和国最高苏维埃代表。

## 荣誉
- 三次列宁勋章
- 十月革命勋章
- 两次劳动红旗勋章
- 1941-1945年伟大卫国战争中忘我劳动奖章
- 1941-1945年伟大卫国战争胜利三十周年奖章
- 纪念列宁诞辰一百周年奖章
- 退休劳动者奖章

以上奖项1990年1月17日根据苏联最高苏维埃主席团法令被剥夺。乌兹别克斯坦独立后恢复。